# Nyikolaj Nyikolajevics Mikluho-Maklaj
Nyikolaj Nyikolajevics Mikluho-Maklaj (Rozsgyesztvenszkoje, 1846. július 17. – Szentpétervár. 1888. április 14.) orosz utazó, antropológus, etnográfus, biológus, humanista természettudós. (Születésének dátuma az akkor Oroszországban érvényes julián naptár szerint július 5, haláláé április 2.) Különösen a mai Pápua Új-Guineában végzett kutatásaival vált híressé: letelepedett a bennszülöttek körében és hosszabb ideig ott élve tanulmányozta őket.
Mikluho-Maklaj életének nagyobb részét utazásokkal töltötte, tudományos kutatásokat végzett a Közel-Keleten, Ausztráliában, az óceániai szigetvilágban. Ausztráliában alapított családot és Sydneyben telepedett le.
A 19. századi ausztráliai tudományos élet kiemelkedő alakja lett, aktíven részt vett a kor tudományos vitáiban. Az ausztráliai folyóiratokba írt cikkeivel fellépett a rabszolgák foglalkoztatása („blackbirding”) és kereskedelme ellen, bírálta a brit és német gyarmatosítást a térségben. Ausztráliában létrehozta a déli félteke első biológiai kutató intézetét, megválasztották a tekintélyes tudományos társaság, a Linnean Society of New South Wales tagjának, jelentős szerepe volt az Australasian Biological Association megalakításában. Új-Dél-Wales miniszterelnökének lányát vette feleségül, és három unokája is közéleti személyiség lett Ausztráliában.
Charles Darwin egyik korai követőjeként összehasonlító anatómiai vizsgálataival bizonyította, hogy a különböző emberi rasszok egyetlen biológiai fajhoz tartoznak.

## Származása, családja
Apai részről ukrajnai kozák családból származott, egyik felmenője nemesi rangot kapott az 1787—1792-es orosz–török háborúban tanúsított hősiességéért II. Katalin orosz cárnőtől. Apja, Nyikolaj Iljics Mikluha mérnök volt a Moszkva–Szentpétervár-vasútvonal építkezésén, ő is az egyik ottani ideiglenes munkás-településen született. Anyja, Jekatyerina Szemjonovna Bekker német–lengyel családból származott. Három fivére is részt vett az 1863. évi lengyel januári felkelésben.

## Magyarul
- Pápuák világában; ford. Nagy Béla, előszó, jegyz. Ligyija Csukovszkaja; Új Magyar Könyvkiadó, Bp., 1948
- Pápuák között; vál., ford. Bárány György, Detre Józsefné, utószó Bodrogi Tibor; Gondolat, Bp., 1962 (Világjárók. Klasszikus útleírások)

## Fordítás
- Ez a szócikk részben vagy egészben a Nicholas Miklouho-Maclay című angol Wikipédia-szócikk ezen változatának fordításán alapul.  Az eredeti cikk szerkesztőit annak laptörténete sorolja fel. Ez a jelzés csupán a megfogalmazás eredetét és a szerzői jogokat jelzi, nem szolgál a cikkben szereplő információk forrásmegjelöléseként.